# نوس (إيطاليا)
نوس هي كومونا منطقة وادي أوستا بشمال إيطاليا .